# 喬納森克里克鎮區 (伊利諾伊州莫爾特里縣)
喬納森克里克鎮區（英語：Jonathan Creek Township）是位於美國伊利諾伊州莫爾特里縣的一個行政鎮區。

## 地方資料
根據2010年美國人口普查的數據，喬納森克里克鎮區的面積為95.30平方千米，當中陸地面積為95.30平方千米，而水域面積為0.00平方千米。當地共有人口1004人，而人口密度為每平方千米10.54人。